# Chrisette Michele

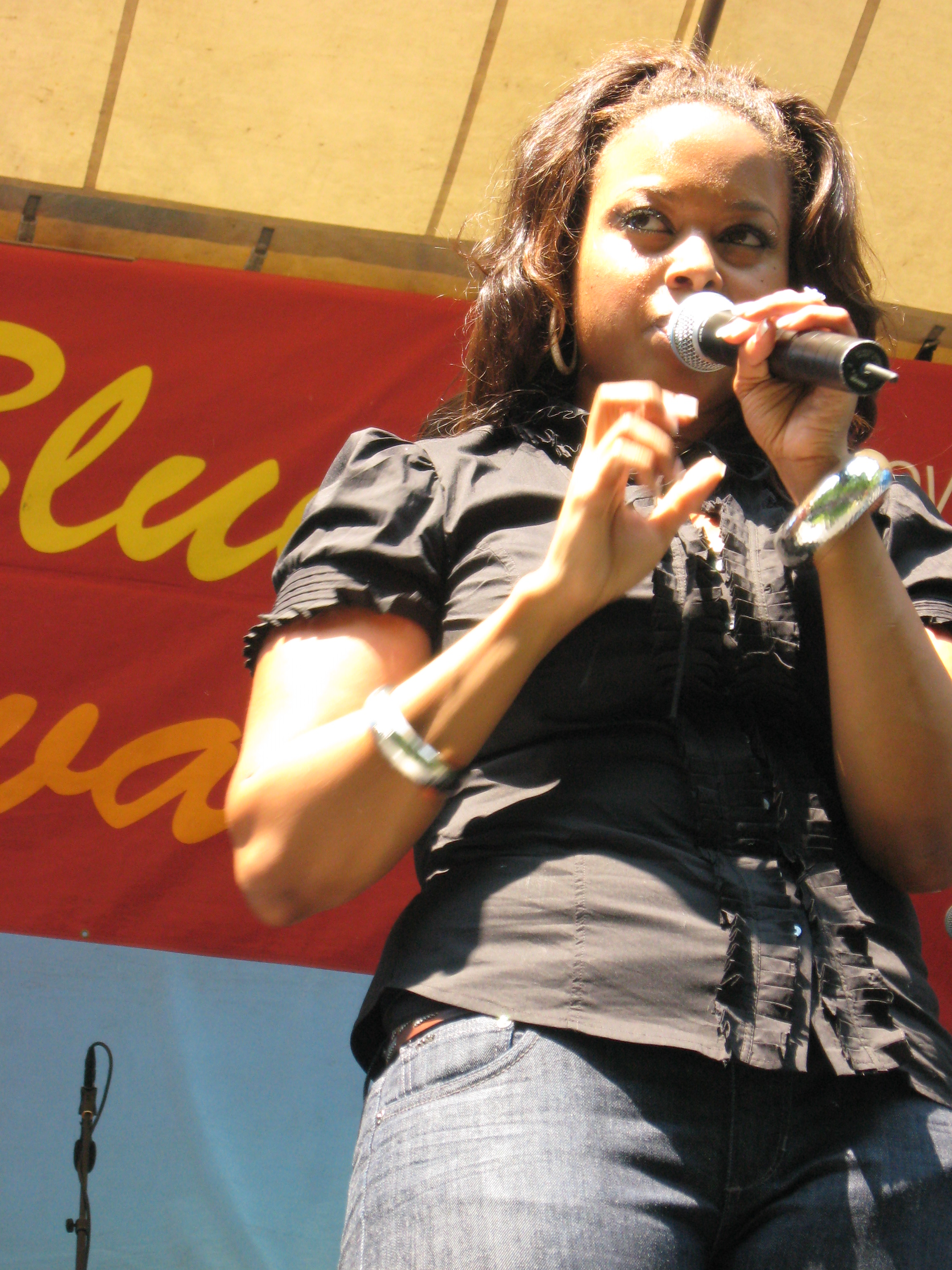
Chrisette Michele.

Chrisette Michele Payne (nacida en 1985), conocida profesionalmente como Chrisette Michele, es una cantante R&B estadounidense en la discográfica Def Jam. Ella ha colaborado en álbumes de populares raperos, como Kingdom Come de Jay-Z, Hip Hop is Dead de Nas y LAX de The Game.